# لئون بورژوآ
لئون ویکتور اگوست بورژوآ (فرانسوی: Léon Victor Auguste Bourgeois‎؛ ۲۱ مهٔ ۱۸۵۱ – ۲۹ سپتامبر ۱۹۲۵) یک سیاست‌مدار، و دیپلمات اهل فرانسه بود.
وی همچنین برنده جوایزی همچون جایزه صلح نوبل شده است.